# معرف ميكروبي عالمي
قاعدة بيانات علم الوبائيات الجينومية لتحديد الكائنات الحية الدقيقة  أو المعرف الميكروبي العالمي (GMI)  هي نظام لتخزين بيانات تسلسل الجينوم الكلي (WGS) الخاصة بـالكائنات الحية الدقيقة، لتحديد الجينات ذات الصلة لمقارنة الجينومات للكشف عن وتعقب مواطن تفشي المرض المعدي ومسببات الأمراض الناشئة. وتحتوي قاعدة البيانات على نوعين من المعلومات الجينية: 1) المعلومات الجينية الخاصة بـالكائنات الحية الدقيقة، المرتبطة بـ، 2) البيانات الوصفية الخاصة بتلك الكائنات الحية الدقيقة مثل التفاصيل الوبائية. وتشمل قاعدة البيانات جميع أجناس الكائنات الحية الدقيقة: البكتيريا والفيروسات والطفيليات والفطريات.

## التكنولوجيا
بالنسبة لـلتنميط الجيني الخاص بالكئنات الحية الدقيقة لأغراض التشخيص الطبي، أو غير ذلك من الأغراض الأخرى، يمكن للعلماء استخدام مجموعة كبيرة من تقنيات تنميط الحمض النووي (دي إن إيه)، مثل تفاعل البوليميريز المتسلسل والرحلان الكهربائي للهلام ذي المجال النابض (PFGE) وكتابة التسلسل متعدد المواضع (MLST). ومن إشكاليات هذه المجموعة المتنوعة الواسعة من تقنيات ما قبل تسلسل الجينوم الكلي(WGS) صعوبة التوحيد بين التقنيات والمختبرات والكائنات الحية الدقيقة والتي يمكن التغلب عليها باستخدام رمز الحمض الريبي النووي المنزوع الأكسجين الكامل الخاص بالجينوم الذي يتم إنتاجه بواسطة تقنيات تسلسل الجينوم الكلي. وللتحديد التشخيصي المباشر يتم إدخال معلومات تسلسل الجينوم الكلي الخاصة بعينة ميكروبيولوجية في قاعدة بيانات جينية عالمية ومقارنتها باستخدام إجراءات BLAST بالجينومات الموجودة بالفعل في قاعدة البيانات. علاوة على ذلك، يمكن استخدام بيانات تسلسل الجينوم الكلي للعودة إلى حساب طرق تنميط الجينات المختلفة لما قبل تسلسل الجينوم الكلي المختلفة، بحيث لا يتم فقدان المعلومات القيمة التي تم جمعها سابقًا. بالنسبة للمحدد الميكروبي العالمي يتم اقتران المعلومات الجينية بمجموعة كبيرة من البيانات الوصفية حول الاستنساخ الميكروبي المحدد وتتضمن معلومات سريرية ووبائية هامة مثل مكان أو (أماكن) الاكتشاف العالمي وخيارات العلاج والمقاومة المضادة للميكروبات، بما يجعلها أداة تحديد ميكروبية عامة. وهذا يجعل من العلاج المخصص للمرض الميكروبي أمرًا ممكنًا وكذلك أنظمة التعقب اللحظية الخاصة بالمراقبة العالمية للأمراض المعدية من أجل سلامة الأغذية وخدمة صحة الإنسان.

## المبادرة
لقد نشأت المبادرة الخاصة بإنشاء قاعدة البيانات في عام 2011م وعند تلبية العديد من الشروط المسبقة:
1. أصبح تسلسل الجينوم الكلي بديلاً مدروسًا وهامًا لتقنيات التنميط الجيني الأخرى[7][8]
2. بدأ سعر تسلسل الجينوم الكلي في الانخفاض بشكل كبير وفي بعض الحالات أصبح أقل من سعر وسائل التحديد التقليدية
3. أصبحت كميات كبيرة من موارد تكنولوجيا المعلومات والإنترنت السريع متاحة
4. هناك الفكرة المتمثلة في أنه من خلال اتباع منهج قطاعي مشترك ومنهج الصحة الواحدة قد يتم التحكم في الأمراض المعدية بشكل أفضل.[9][10]

مع بداية الألفية الثانية، بدأ العديد من المختبرات الميكروبيولوجية وكذلك معاهد الصحة الوطنية في استخدام مشروعات تسلسل الجينوم لتسلسل مجموعات العوامل المعدية التي يمتلكونها في البنوك الحيوية الخاصة بهم. وبهذه الطريقة يقومون بإنشاء قواعد بيانات خاصة وإرسال الجينومات النموذجية إلى قواعد بيانات النوكليوتيدات العالمية مثل بنك الجينات التابع للمركز الوطني لمعلومات التقانة الحيوية NCBI  أو قاعدة بيانات النوكليوتيدات الخاصة بـمختبر علم الأحياء الجزيئي الأوروبي. وهذا أدى إلى خلق مجموعة كبيرة من المعلومات الجينية وقواعد البيانات المستقلة الخاصة بـحقيقيات النوى وكذلك جينومات بدائيات النوى. ومن المسلم به بشكل عام من قِبل المجتمع العلمي الحاجة إلى مواصلة إدماج قواعد البيانات هذه ومواءمة جمع البيانات وربط البيانات الجينية بالبيانات الوصفية لتحقيق الوقاية المثلى من الأمراض المعدية. وفي عام 2011م، بادرت العديد من مراكز مكافحة الأمراض المعدية وغيرها من المؤسسات الأخرى بعقد سلسلة من الاجتماعات العلمية والسياسية الدولية لوضع برنامج مشترك وللتعرف بشكل أفضل على قدرات قواعد بيانات الجينات الميكروبية التفاعلية. وانعقد أول اجتماع في بروكسل في سبتمبر 2011، ثم تبعه اجتماع في واشنطن (مارس 2012م) وكوبنهاغن  (فبراير 2013م). بالإضافة إلى خبراء من جميع أنحاء العالم، تم إشراك منظمات حكومية دولية في الحدث، أبرزها منظمة الصحة العالمية (WHO) والمنظمة العالمية لصحة الحيوان (OIE).

## خطة التطوير
تم إعداد خارطة طريق مفصلة لتطوير قاعدة البيانات في خلال الجدول الزمني العام التالي:
2010م - 2012م: تطوير الأنظمة التجريبية.
2011م - 2013م: بدء التشغيل الهيكلي الدولي، مع تشكيل فريق أساسي دولي وتحليل المشهد الحالي والمستقبلي والجهود الدبلوماسية لاجتماع المجموعات ذات الصلة.
2012م - 2016م: تطوير تصميم تكنولوجيا معلومات قوي لقاعدة البيانات وتطوير خوارزميات وبرمجيات جديدة لتحليل الجينوم.
2017م - 2020م: إنشاء حل عالمي، بما في ذلك إنشاء شبكات ومحاور إقليمية.

## لجنة التسيير

### الفترة من2011مإلى2013م
- ستيفن إم ماسير (Steven M. Musser)، إدارة الأغذية والأدوية (FDA)، الولايات المتحدة الأمريكية.
- يورغن شلونت (Jørgen Schlundt)، جامعة الدنمارك التقنية(DTU)، الدنمارك.
- ديفيد جي ليبمان (David J. Lipman)، المركز الوطني للمعلومات البيولوجية (المركز الوطني لمعلومات التقانة الحيوية (NCBI)، الولايات المتحدة الأمريكية.
- أليسدير ووثرسبون (Alisdair Wotherspoon)، وكالة المعايير الغذائية (وكالة المعايير الغذائية (FSA))، المملكة المتحدة.
- أنجليك تريتشر (Angelik Tritscher)، منظمة الصحة العالمية (منظمة الصحة العالمية)، سويسرا.
- باثوم سوانبابيارليرت (Pathom Sawanpanyalert)، وزارة الصحة العامة (وزارة الصحة العامة)، تايلاند.
- ديفيد إل هيمان (David L. Heymann)، وكالة حماية الصحة (وكالة حماية الصحة)، المملكة المتحدة.
- ماريون كووبمانز (Marion Koopmans)، المعهد الوطني للصحة العامة والبيئة (المعهد الوطني للصحة العامة والبيئة)، هولندا.

## السكرتارية
- مدير الأبحاث، فرانك موللر إيرستروب (Frank Møller Aarestrup)، جامعة الدنمارك التقنية (جامعة الدنمارك التقنية)، الدنمارك.
- المنسق الإداري، فيبكه دايدهال هامر (Vibeke Dybdahl Hammer)، جامعة الدنمارك التقنية (جامعة الدنمارك التقنية)، الدنمارك.

## وصلات خارجية
- Global Microbial Identifier (GMI) project page نسخة محفوظة 14 أبريل 2020 على موقع واي باك مشين.
- 100K Foodborne Pathogen Genome Project نسخة محفوظة 13 مارس 2013 على موقع واي باك مشين.
- Pilot database
- Global network on foodborne viruses